# جامعة كنت
جامعة كنت واسمها السابق جامعة كنت في كانتربري هي جامعة بحثية عامة شبه جماعية مقرها في كينت، المملكة المتحدة. حصلت الجامعة على امتيازها الملكي في 4 يناير 1965، وفي العام التالي تم تعيين الأميرة مارينا، دوقة كينت، رسميًا كأول مستشارة.

## التاريخ
بدأت فكرة إنشاء جامعة في مدينة كانتربري لأول مرة في عام 1947، نتيجة للنمو المتوقع في عدد الطلاب الذي دفع السكان لإنشاء جامعة جديدة إلا أن الأفكار لم تطبق.
لاحقًا بعد عقد من الزمن، أُعيد النظر في الموضوع، وفي عام 1959 بحثت لجنة التعليم في مجلس مقاطعة كنت الموضوع. وقبلت الاقتراح رسميًا في 24 فبراير 1960.